# Orbe (rivière)
Pour les articles homonymes, voir Orbe.
L'Orbe est une rivière du bassin rhénan, née en France puis s'écoulant en Suisse où elle forme par la suite la Thièle en confluant avec le Talent.

## Hydronymie
Son nom est relatif à son cours disparaissant par endroits, en effet il aurait pour origine le terme latin orba signifiant « rivière obscure ».

## Géographie

### Cours
L'Orbe prend sa source au pied du Noirmont dans le massif du Jura, dans le lac des Rousses (1 059 m), sur le territoire de la commune française du même nom. Le lac est lui-même alimenté par des petits ruisseaux sur sa partie sud. Une tourbière se trouve entre le lac et les premières pentes du Noirmont. Le lac d'une longueur de 2 km est axé du sud-ouest vers le nord-est. À la sortie de ce lac, l'Orbe coule dans le même axe que le lac entre deux lignes de crêtes parallèles dans une vallée d'environ 15 km dont environ 10 km dans la vallée de Joux en Suisse, avant de rejoindre le lac de Joux (1 004 m).
Pendant ce parcours entre ces deux lacs, elle traverse les communes françaises des Rousses et de Bois-d'Amont. La frontière est traversée au lieu-dit du Chalet du Carré à environ 5,5 km du lac des Rousses. En Suisse, entre la frontière et le lac de Joux, l'Orbe traverse la commune suisse du Chenit ; le lac de Joux arrose les communes de L'Abbaye (rive droite) et du Lieu (rive gauche). Ce lac, d'une longueur de 9,5 km, suit le même axe que le lac des Rousses et que le cours amont de l'Orbe, toujours encaissé entre deux lignes de crêtes.

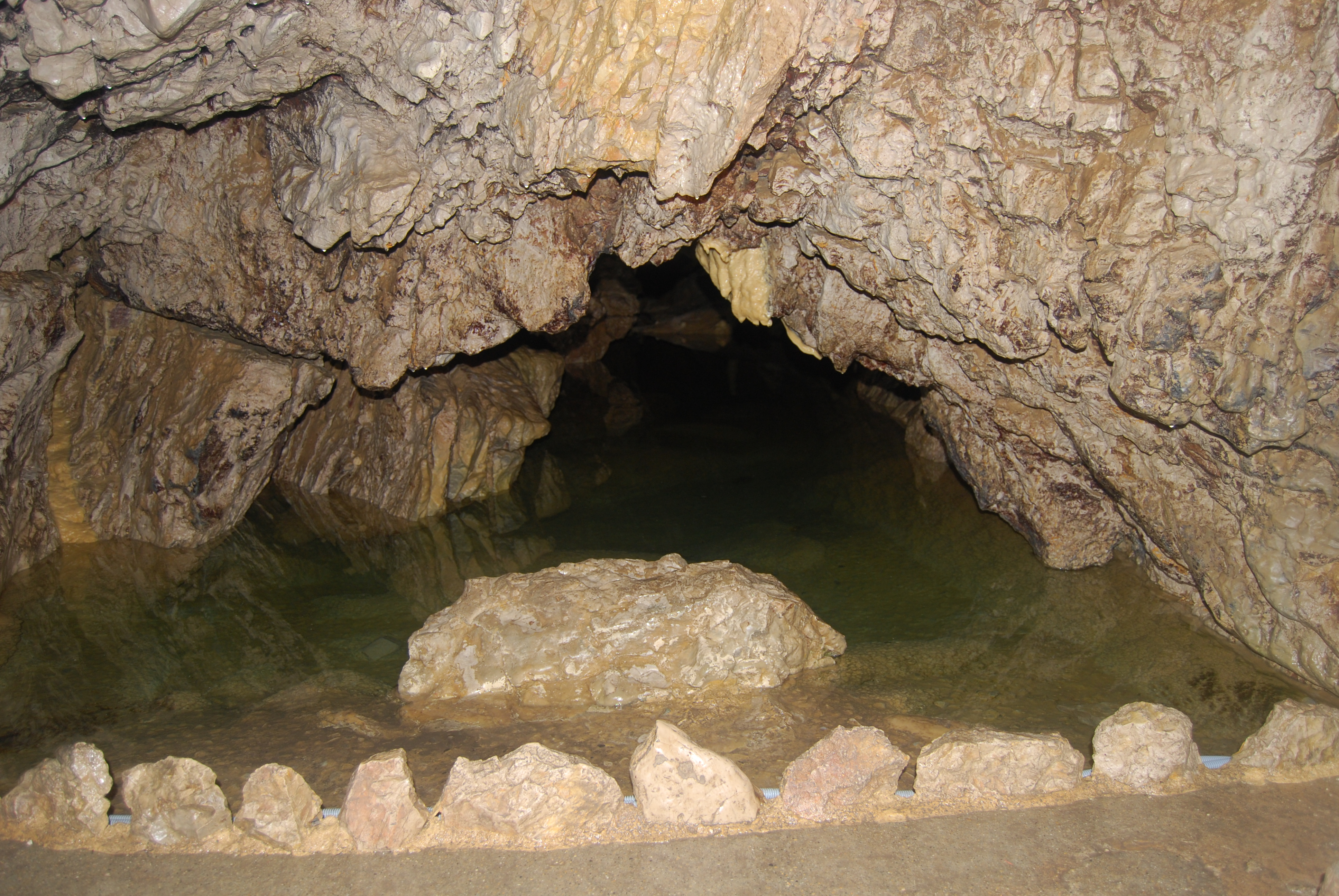
Les grottes de Vallorbe, résurgence de l'Orbe après son parcours souterrain.

En aval du lac de Joux, l'Orbe coule sur quelques dizaines de mètres pour rejoindre le lac Brenet (1 002 m). De ce lac, le cours de l'Orbe devient souterrain. Il s'écoule dans les sols karstiques du Jura et revient en surface aux grottes de Vallorbe, 4,8 km plus loin à une altitude d'environ 750 mètres. Elle coule dans le territoire de la commune de Vallorbe dont elle traverse le centre. Peu après Vallorbe, sur sa rive gauche, elle reçoit la Jougnena dans le lac du Miroir ; lac artificiel soutenu par le barrage du Day.
De ce lac, le cours oblique vers le sud-est et commence sa descente du massif du Jura vers le Plateau suisse. Elle passe ainsi de 743 mètres d'altitude dans le lac Miroir à 440 mètres à Orbe, en passant par les gorges de l'Orbe et les communes de Ballaigues, Lignerolle, Les Clées, Bretonnières, Agiez et Montcherand.
Peu après Orbe, elle rejoint la plaine de l'Orbe où elle conflue avec le Talent. La rivière prend alors le nom de Thièle et elle coulera dans un canal en direction du nord-est vers le lac de Neuchâtel.

### Hydrologie
À sa sortie du Jura, à Orbe, le débit moyen annuel de l'Orbe est de 11,6 m3/s sur la période 1973-2013.
|                       | jan.                                               | fév.        | mars        | avril      | mai         | juin        | jui.        | août        | sep.        | oct.        | nov.        | déc.        |
| Débit maximum (année) | 129+ (2004)                                        | 127 (2013)  | 104 (1978)  | 101 (1983) | 102 (1993)  | 80,6 (1990) | 77.1 (1996) | 94.4 (1978) | 93.7 (1993) | 111 (2004)  | 103 (2002)  | 103 (1982)  |
| Débit minimal (année) | 1.81 (1990)                                        | 1.89 (1973) | 1.89 (1993) | 2+ (1993)  | 1.98 (2011) | 1.74 (1976) | 1.74 (1976) | 1.70 (1981) | 1.69 (1984) | 1.65 (1983) | 1.60 (1983) | 1.40 (1984) |
|                       | Moyenne annuelle la plus grande : 15,4 m3/s (1995) |             |             |            |             |             |             |             |             |             |             |             |
|                       | Débit moyen 11,6 m3/s                              |             |             |            |             |             |             |             |             |             |             |             |
|                       | Moyenne annuelle la plus petite : 6,56 m3/s (2011) |             |             |            |             |             |             |             |             |             |             |             |

## Histoire
Jusqu'à la fin du XIXe siècle, la source de l'Orbe est localisée dans les grottes de Vallorbe. Un premier événement évoquant la continuité des eaux entre les lacs de Joux et Brenet avec les grottes de Vallorbe a lieu en 1776 ; un barrage construit entre ces lacs est détruit, plus tard les eaux de la source se troublent. En 1894, une expérience à l'aide de colorant versé dans le lac de Joux permet de mettre en évidence la communication entre les eaux du lac de Joux et ces grottes, jusqu'alors considérées comme la source de l'Orbe.
Entre 1638 et 1648, l'Orbe est l'objet d'aménagements dans le cadre du creusement du canal d'Entreroches ; projet de canal visant à relier les lacs Léman et de Neuchâtel, 25,3 km sont ouverts à la navigation entre Yverdon et Cossonay. Le canal ne sera jamais achevé. Cette partie du canal est utilisée jusqu'en 1829, jusqu'à ce qu'un orage et des éboulements bouchent le canal.
Les gorges de l'Orbe sont une réserve naturelle depuis 1970.

## Activités
Le cours de l'Orbe est utilisé depuis longtemps pour produire de l'énergie électrique. Ainsi, en 1892 un barrage est construit à Orbe par la Société anonyme des usines de l'Orbe pour la ligne de chemin de fer Orbe – Chavornay. En 1901, la Compagnie des forces motrices des lacs de Joux et de l'Orbe est créée. Elle y exploite notamment le barrage du Day.

## Sources et bibliographie
: document utilisé comme source pour la rédaction de cet article.
- Daniel L. Vischer, Histoire de la protection contre les crues en Suisse, Rapports de l'Office fédéral des eaux et de la géologie, 2003.
- [Kuenzi 2010] Gilbert Künzi et Charles Kraege (ill. Ric Berger), Rivières romandes : À la source de leur nom, Bière, Cabédita, coll. « Archives vivantes », 1999 (réimpr. 2010), 134 p. (ISBN 978-2-88295-247-9, présentation en ligne)